# NGC 6516
NGC 6516 (другие обозначения — MCG 10-25-118, ZWG 300.94, ZWG 301.1, PGC 61109) — галактика в созвездии Дракон.
Этот объект входит в число перечисленных в оригинальной редакции «Нового общего каталога».